# Портсмут (Њу Хемпшир)
Портсмут (енгл. Portsmouth) град је у америчкој савезној држави Њу Хемпшир.

## Демографија
По попису из 2010. године број становника је 20.779, што је 5 (0,0%) становника мање него 2000. године.
| Група             | 2000.          | 2010.          |
| Белци             | 19.263 (92,7%) | 18.658 (89,8%) |
| Афроамериканци    | 442 (2,1%)     | 359 (1,7%)     |
| Азијати           | 508 (2,4%)     | 719 (3,5%)     |
| Хиспаноамериканци | 280 (1,3%)     | 573 (2,8%)     |
| Укупно            | 20.784         | 20.779         |

## Партнерски градови
- Carrickfergus
- Nichinan
- Пјарну
- Северодвинск